# 斯普魯斯島 (阿拉斯加州)
斯普魯斯島是美國阿拉斯加州的島嶼，位於阿拉斯加灣，屬於科迪亞克群島的一部分，長10公里、寬7公里，面積46.07平方公里，最高點海拔高度408米，2000年人口242。
57°55′05″N 152°24′35″W / 57.9180556°N 152.4097222°W